# Anatole France (métro de Rennes)
Pour les articles homonymes, voir France (homonymie).
Ne doit pas être confondu avec Anatole France (métro de Paris).
Anatole France est une station de la ligne A du métro de Rennes, située dans le quartier de La Touche, tout près du quartier Saint-Martin, à Rennes dans le département français d'Ille-et-Vilaine en région Bretagne.
Mise en service en 2002, elle a été conçue par les architectes Pierre et Pascal Prunet.
C'est une station, équipée d'ascenseurs, qui est accessible aux personnes à mobilité réduite.

## Situation sur le réseau
Établie en souterrain (tunnel profond) sous l'avenue du 41e régiment d'Infanterie, la station Anatole France est située sur la ligne A, entre les stations Pontchaillou (en direction de Kennedy) et Sainte-Anne (en direction de La Poterie).

## Histoire
La station Anatole France est mise en service le 15 mars 2002, lors de l'ouverture à l'exploitation de la ligne A. Son nom a pour origine la rue Anatole France, située à proximité, du nom du célèbre écrivain et critique littéraire français (1844-1924). Elle est réalisée par les architectes Pierre et Pascal Prunet, qui ont dessiné une station, dont les quais sont situés à 16 mètres sous la surface sur un seul niveau puisque la salle des billets se situant dans l'édicule en pierre agrémenté de pan de carreaux de verre composé de deux accès et surmonté d'une verrière,. 
La station est l'une des plus profondes du réseau, cette profondeur est nécessaire puisque la station est située sous une butte, en contrebas de laquelle est situé le canal d'Ille-et-Rance.
La construction de la station débute en 1997. Son édicule est située sur le site de l'ancienne caserne Mac-Mahon, alors encore en activité. Elle a été conçue de façon à s'intégrer à un éventuel immeuble projeté sur le site.
Elle a été la sixième et dernière station atteinte par le tunnelier « Perceval » le 10 février 2000 soit 66 jours après son départ de la station Sainte-Anne. Cette section n'a pas causé d'incident majeur malgré son passage sous le canal d'Ille-et-Rance et l'unique incident rencontré le 3 février, des projections de mousse boulevard de Lattre-de-Tassigny, s'est finalement avéré être les stigmates d'un sondage mal rebouché. Le tunnelier est reparti le 23 février pour parcourir les 200 mètres qui le sépare de sa destination finale, le « Puits Tumoine », qu'il atteindra le 15 mars 2000 et où il sera finalement démonté.
Le gros œuvre est terminé en septembre 2000 ; le second œuvre (sols, plafonds, garde-corps, portes palières, etc.) débute dans la foulée — la verrière faisant office de plafond de la salle des billets est posée en octobre 2000 — et s'achève en février 2002, en même temps que les aménagements de surface,.
Elle est la onzième station la plus fréquentée de la ligne A avec un trafic journalier cumulé de près de 8506 montées et descentes en 2009.

## Service des voyageurs

### Accès et accueil
La station est accessible via un édicule comptant deux accès, un sur l'avenue du 41e Régiment d'Infanterie et un sur la rue Cardinal Paul Gouyon, constituant la salle des billets. Au sein de l'édicule, on retrouve quatre ascenseurs, deux par quai, mais aucun escalier mécanique.
La station est équipée de distributeurs automatiques de titres de transport et de portillons d'accès couplés à la validation d'un titre de transport, opérationnels à partir du 1er décembre 2020 concomitamment au nouveau système billettique, afin de limiter la fraude. La décision de modification a été confirmée lors du conseil du 30 avril 2015 de Rennes Métropole.

Les accès et les environs la station
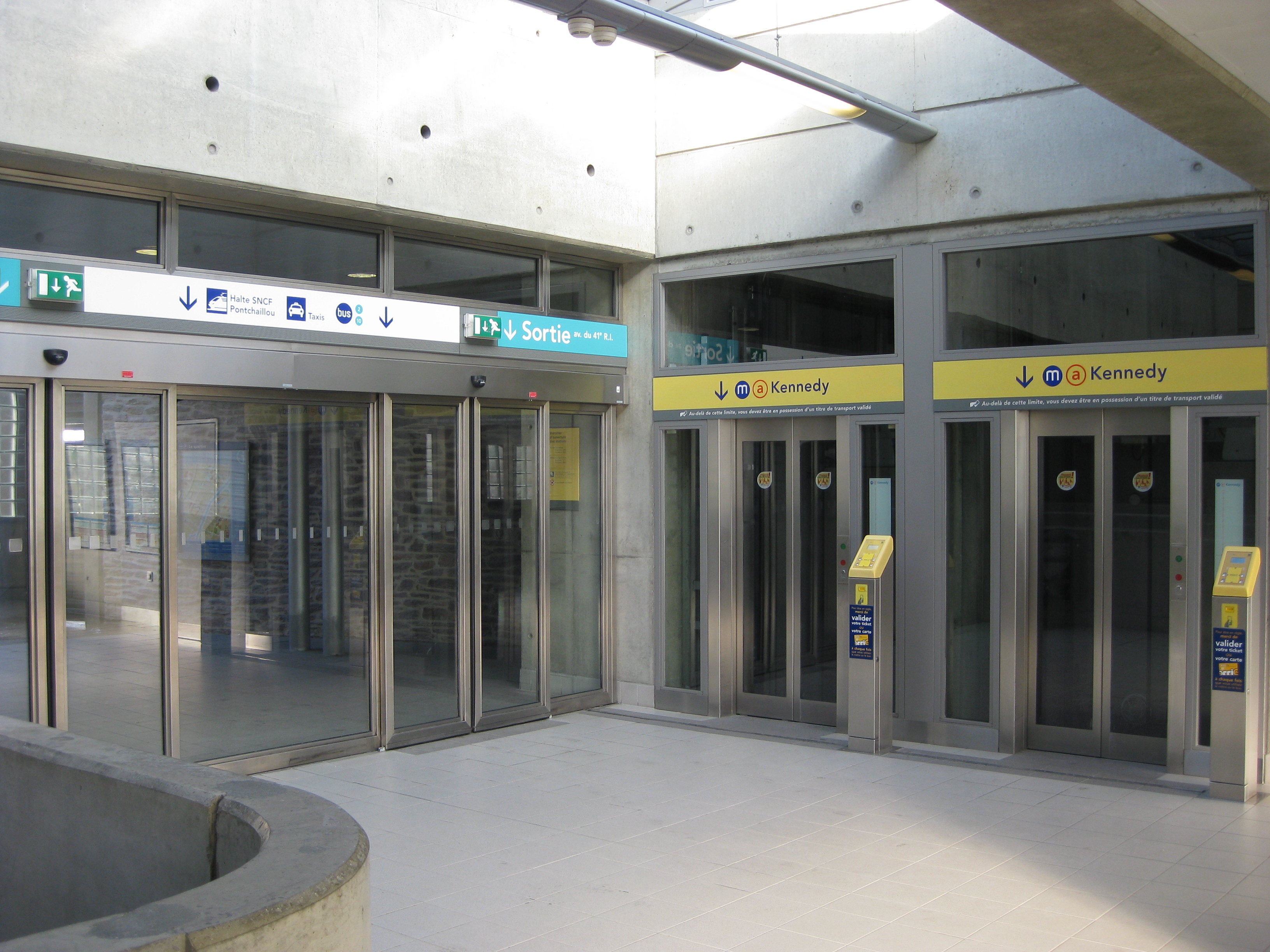
Salle des billets - Vue vers les ascenseurs et la sortie.
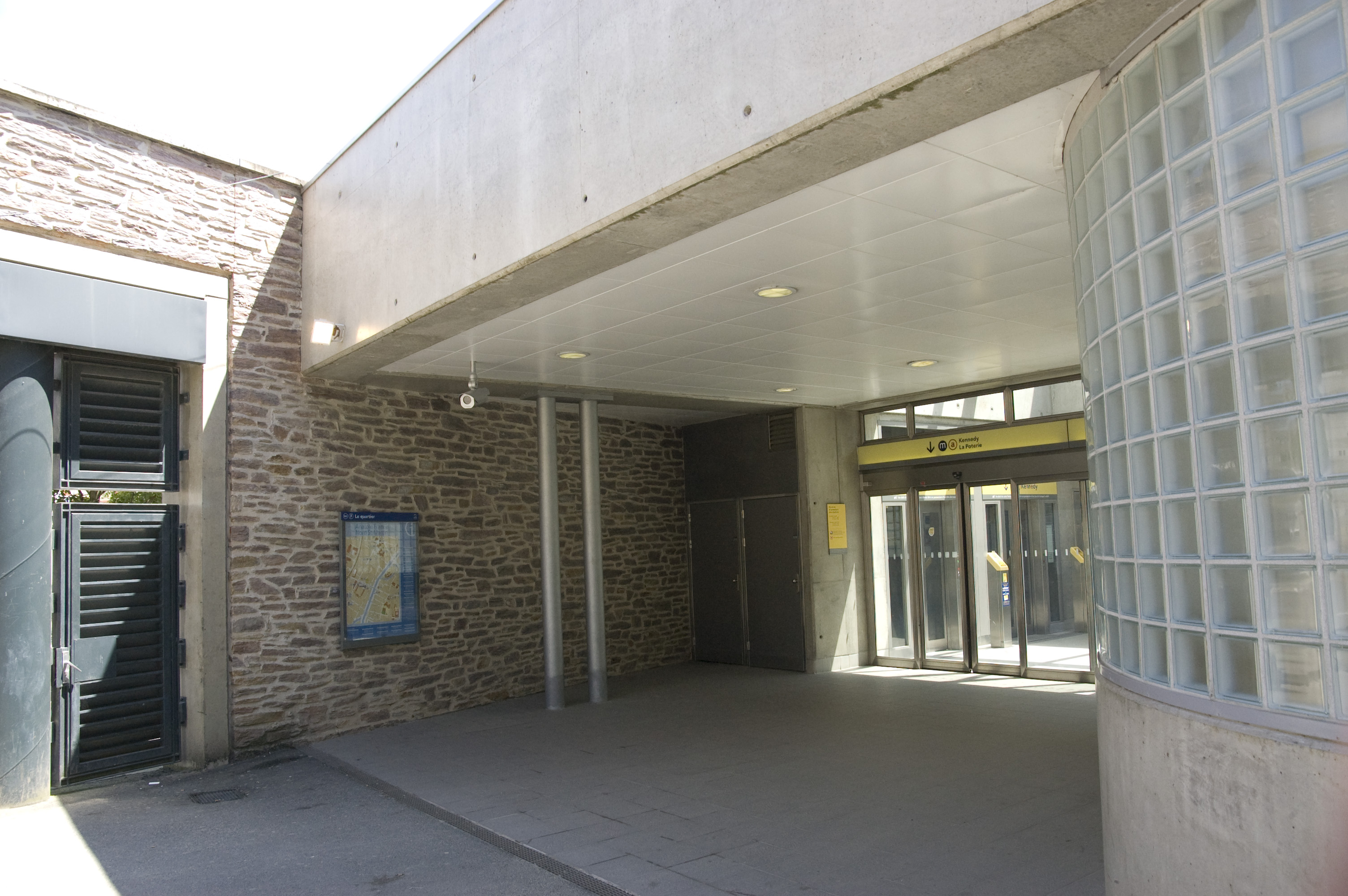
Accès à la station.

### Desserte
Anatole France est desservie par les rames qui circulent quotidiennement sur la ligne A, avec une première desserte à 5 h 19 (7 h 29 les dimanches et fêtes) et la dernière desserte à 0 h 42 (1 h plus tard les nuits des jeudis aux vendredis, vendredis aux samedis et des samedis aux dimanches).

### Intermodalité
Une station STAR, le vélo et une station Citiz Rennes Métropole existent à proximité de la station,.
Des correspondances sont possibles avec les trains à la halte de Pontchaillou, située à 260 mètres à l'ouest, et elle est desservie par les lignes de bus C1, 10, 208 et les lignes 507, 511, 515 et 580 des cars régionaux BreizhGo,.

## Projets
D'ici 2030, la station sera desservie par la ligne T3 du futur « trambus » de Rennes.

## À proximité
La station dessert notamment :
- l'hôpital de Pontchaillou ;
- l'INSPE de Bretagne ;
- l'ancienne caserne Mac Mahon ;
- le canal d'Ille-et-Rance.